# Spettro (Hector Rendoza)
Spettro (Wraith), il cui vero nome è Hector Rendoza, è un personaggio dei fumetti, creato da Scott Lobdell (testi) e Salvador Larroca (disegni), pubblicato dalla Marvel Comics. La sua prima apparizione avviene in Uncanny X-Men n. 392 (aprile 2001).

## Biografia dei personaggii

### Spettro I Sconosciuto)
Spettro (Ghost) il cui vero nome è sconosciuto, è apparso la primas volta in The Invicible Iron Man (Vol. 1) n. 219. In italiano il personaggio è presentato con il nome originale in inglese, è però anche un composto dei sostantivi Ghost (Fantasma/Spettro), negli anni Ottanta, Play Press nelle prime edizioni di Iron Man in italiano scelse di ribattezzare il personaggio "Spettro".

### Spettro II (Hector Rendoza)
Hector nacque e visse a Boston. All'età di sedici anni la sua mutazione iniziò a manifestarsi, rendendogli la pelle trasparente, al punto di rendere visibili le sue ossa e gli organi interni. A causa del suo aspetto mostruoso, una folla inferocita, tra cui molte delle persone che lo conoscevano prima della mutazione, catturò Hector con l'intenzione di ucciderlo. Jean Grey, in cerca di nuovi X-Men da arruolare per una missione a Genosha, arriva sul luogo del linciaggio in tempo per congelare la folla e propone a Hector di unirsi agli X-Men. Dal momento che non ha alternative, e che Jean è l'unica a mostrarsi benevola con lui, Hector accetta e si unisce ad una nuova squadra che comprende Omerta, Northstar, Dazzler, Pira Ardente e Frenzy. Giunti a Genosha il suo potere di rendere trasparente chiunque entri in contatto con lui riuscirà a terrorizzare temporaneamente Magneto, rivelandosi piuttosto utile. Dopo gli eventi di Eve of Destruction, Hector abbandona gli X-Men.

## Decimation
In seguito a Decimation, è stato depotenziato.

## Poteri e abilità
Spettro ha la pelle trasparente, il che gli conferisce un aspetto inquietante. La sua abilità consiste anche nel trasmettere la condizione di trasparenza a chiunque entri in contatto con lui, causandogli inoltre uno stato di terrore. Hector tuttavia è piuttosto restio a usare il suo potere per danneggiare chiunque altro, compresi i nemici come Magneto. Jean, dopo aver letto nella sua mente, sostiene che il suo potere ha la possibilità di evolvere, e che con il tempo Hector potrebbe essere in grado di rendere se stesso e chi entra in contatto con lui completamente trasparente.